# Charles Butterworth
Charles Butterworth, all'anagrafe Charles Edward Butterworth (South Bend, 26 luglio 1896 – Los Angeles, 14 giugno 1946), è stato un attore statunitense.

## Biografia
Figlio di un medico, dopo la laurea in giurisprudenza presso l'Università di Notre Dame (Indiana), Butterworth svolse la professione di giornalista nella natia South Bend e successivamente a Chicago, prima di dedicarsi definitivamente alla recitazione.
Dopo il debutto nella pièce Americana, Butterworth apparve in numerosi musical a Broadway, tra cui Alley Oop, Good Boy, Sweet Adeline e Flying Colors, ed esordì sul grande schermo nel 1930 con il film The Life of the Party. Recitò in molte pellicole di successo del decennio, tra cui Amami stanotte (1932), con Maurice Chevalier e Jeanette MacDonald, La donna è mobile (1934), accanto a Clark Gable e Joan Crawford, Al di là delle tenebre (1935), al fianco di Robert Taylor e Irene Dunne. 
Specializzato in ruoli di caratterista, Butterworth si distinse interpretando personaggi comici dal tratto ingenuo e bonario, e generalmente di indole indecisa. Uno dei suoi ruoli più memorabili fu quello del trombettista Eddie Dibble nel musical This Is the Army (1943). In alcune occasioni ottenne anche parti da protagonista, come nelle commedie Harrington faccia-di-bambino (1935) e We Went to College (1936).
La carriera di Butterworth fu tragicamente interrotta il 13 giugno 1946, quando egli rimase vittima di un incidente automobilistico. L'attore perse il controllo della sua auto mentre guidava sul Sunset Boulevard a Los Angeles. Morì durante il trasporto verso l'ospedale.
Per il suo contributo all'industria cinematografica, Butterworth ha una stella nella Hollywood Walk of Fame, situata al 7036 di Hollywood Boulevard.

## Filmografia parziale
- The Life of the Party, regia di Roy Del Ruth (1930)
- Illicit, regia di Archie Mayo (1931)
- Il diavolo sciancato (The Mad Genius), regia di Michael Curtiz (1931)
- Beauty and the Boss, regia di Roy Del Ruth (1932)
- Amami stanotte (Love Me Tonight), regia di Rouben Mamoulian (1932)
- Il caso dell'avv. Durant (Penthouse), regia di W. S. Van Dyke (1933)
- Il gatto e il violino (The Cat and the Fiddle), regia di William K. Howard (1934)
- La grande festa (Hollywood Party), di registi vari (1934)
- Un'ombra nella nebbia (Bulldog Drummond Strikes Back), regia di Roy Del Ruth (1934)
- La donna è mobile (Forsaking All Others), regia di W.S. Van Dyke (1934)
- La notte è per amare (The Night Is Young), regia di Dudley Murphy (1935)
- Harrington faccia-di-bambino (Baby Face Harrington), regia di Raoul Walsh (1935)
- Al di là delle tenebre (Magnificent Obsession), regia di John M. Stahl (1935)
- Nel mondo della luna (The Moon's Our Home), regia di William A. Seiter (1936)
- We Went to College, regia di Joseph Santley (1936)
- Every Day's a Holiday, regia di A. Edward Sutherland (1937)
- Swing High, Swing Low, regia di Mitchell Leisen (1937)
- Il grande nemico (Let Freedom Ring), regia di Jack Conway (1939)
- Hellzapoppin in Grecia (The Boys from Syracuse), regia di A. Edward Sutherland (1940)
- Follie di jazz (Second Chorus), regia di H.C. Potter (1940)
- Preferisco il manicomio (Road Show), regia di Hal Roach (1941)
- Night in New Orleans, regia di William Clemens (1942)
- This Is the Army, regia di Michael Curtiz (1943)
- La nave della morte (Follow the Boys), regia di A. Edward Sutherland (1944)
- Dixie Jamboree, regia di Christy Cabanne (1944)